# واول
واول (انگلیسی: Wawel) شرکت صنایع غذایی لهستانی است، که در سال ۱۸۹۸ تأسیس شد.